# Alonsa (Manitoba)
Alonsa est une communauté du Manitoba située dans le centre-nord de la province dans la communauté rurale d'Alonsa.
Alonsa commença son développement dans au début des années 1900 lorsque survint le développement du chemin de fer dans la région. Cependant, les rails ne dépassèrent jamais Alonsa et lors de l'arrêt du service en 1961, la population commença à décliner. Le secteur est désormais accessible via l'autoroute 50.

## Attractions
Le lac Manitoba est l'une des plus grandes attractions près d'Alonsa où il est possible de pêcher ou de nager.
Le musée Alex Robertson d'Alonsa a une importante collection d'armes à feu antiques et d'articles de pionniers.

## Démographie
| 2001  | 2006  | 2011  | 2016  |
| ----- | ----- | ----- | ----- |
| 1 641 | 1 446 | 1 270 | 1 247 |

## Référence
- (en) Cet article est partiellement ou en totalité issu de l’article de Wikipédia en anglais intitulé « Alonsa, Manitoba » (voir la liste des auteurs).
- (en) Travel Manitoba — Musée Alex Robertson

1. ↑  « Statistique Canada - Profils des communautés de 2006 -    Alonsa » (consulté le 4 juin 2020)
2. ↑  « Statistique Canada - Profils des communautés de 2016 -   Alonsa » (consulté le 31 mai 2020)